# Kapi-Horváth Ferenc
Kapi-Horváth Ferenc (Budapest, 1967 –) fúvószenekari karmester, zeneszerző.
Zeneszerzői tanulmányait Kocsár Miklósnál és Soproni Józsefnél végezte, karmesteri diplomát Lukács Ervin osztályában szerzett. 1990 óta a Pénzügyőr Zenekar karmestere, 2005-től vezető karmestere. 1996-tól partitúraolvasás tárgyat tanított a Zeneművészeti Főiskola
Bp.-i Tanárképző Intézetében. Tagja a Magyar Zeneszerzők Egyesületének.
Több zeneszerzői díjat nyert jellemzően fúvósokra írt darabjaival. 2002-ben elnyertem a Kodály-ösztöndíjat.
Művei fúvószenekari darabok, dalok, kórusművek, kamarazene, zongorapedagógiai művek
Fontosabbak: Concertino basszusklarinétra, Sissi-dalok, Triptichoncerto, Szent Máté-oratórium, Viribus unitis – daljáték.